# Manon Bigot
Pour les articles homonymes, voir Bigot.

a Compétitions nationales et continentales officielles uniquement.

b Matchs officiels uniquement.
Dernière mise à jour le 27 octobre 2024.
Manon Bigot, née le 6 juin 1990, est une joueuse internationale française de rugby à XV évoluant au poste de talonneuse à Blagnac Rugby.

## Biographie
Manon Bigot naît le 6 juin 1990. Elle ne commence le rugby à XV que tardivement, à l'âge de 23 ans. Évoluant au Blagnac Rugby, elle cesse de jouer en 2018 mais reprend en 2023, dans le même club,.
Parallèlement à son activité sportive, elle est commerciale dans le domaine pharmaceutique[source insuffisante].
En mars 2024, ayant auparavant été sélectionnée en 2016, elle fait son retour en équipe de France lorsqu'elle est convoquée pour intégrer le groupe des 32 joueuses qui préparent le Tournoi des Six Nations 2024,.

## Palmarès
- Vainqueur du Tournoi des Six Nations en 2016.